# Jean Serge
Jean Serge, nom d'artiste de Serge Messberg, est un metteur en scène de théâtre, homme de radio et scénariste français, né le 16 septembre 1916 au Mesnil-Esnard et mort le 11 janvier 1998 à Paris 14e.

## Parcours
Jean Serge et son épouse Jacqueline Morane débutent avec les « Galas dramatiques » en Nord-Isére en novembre 1942, ils se produisent à Vienne, Bourgoin, La Tour-du-Pin, avec Louis Arbessier, Loleh Bellon, Guy Piérauld et Armand Tavares. Ils se produisent ainsi jusqu'à la Libération.
En mai 1945, Jean Serge, jeune metteur en scène, prend la direction d'une salle de théâtre, boulevard de la Chapelle, à Paris, à laquelle il donne le nom de « Théâtre des Carrefours », devenu depuis le Théâtre des Bouffes du Nord. Il y monte notamment Les Bouches inutiles, l'unique pièce de théâtre écrite par Simone de Beauvoir. Faute de rentabilité, il en abandonne la direction dès septembre 1946.
En juillet 1954, il est le régisseur général, et la « cheville ouvrière », du Jules César de Shakespeare, que Jean Renoir, dont il est un proche, met en scène dans les arènes d'Arles. Dans les années qui suivent, il collabore à plusieurs films de Renoir, et se remet très activement à la mise en scène théâtrale.
En 1956, avec Jacqueline Morane, il crée à Barentin le Festival national Corneille, consacré aux œuvres de Pierre Corneille et Thomas Corneille.
En juillet 1956, il crée la pièce Cromwell de Victor Hugo, réputée injouable.
En 1959, il est chargé de la direction artistique de la compagnie Ludmilla Tcherina.
De 1968 à 1986, il dirige la branche Promotion et spectacles d'Europe 1.
Jean Serge fut un proche notamment de Barbara, de Jacques Brel, de Georges Brassens et de nombreuses autres personnalités du spectacle, qu'il évoque dans son livre de souvenirs, Le temps n'est plus de la bohème, paru en 1992.
Son fils aîné, Francis Morane (1940-2002) a été un metteur en scène de grands spectacles en salles et en plein-air, également réalisateur de cinéma et de télévision.
Son second fils, Ivan Morane (1956) est comédien et metteur en scène de théâtre et d'opéra ; il a créé en 1982 sa propre compagnie théâtrale, la Compagnie Ivan Morane.
Sa fille, Dominique (1943), fut administratrice de nombreux théâtres parisiens.

## Filmographie

### Cinéma
- 1956 : Elena et les Hommes de Jean Renoir; adaptation
- 1959 : Le Déjeuner sur l'herbe de Jean Renoir ; collaboration artistique
- 1959 : Le Testament du docteur Cordelier de Jean Renoir ; conseiller artistique
- 1961 : Le Jeu de la vérité de Robert Hossein ; scénario

## Théâtre

### Metteur en scène
- 1943 : La Mégère apprivoisée de William Shakespeare, spectacle monté par La Comédie de Provence (troupe des Galas dramatiques Jean Serge), première à Albertville puis tournée dans le sud-est de la France
- 1943 : Hamlet de William Shakespeare, spectacle monté par La Comédie de Provence (troupe des Galas dramatiques Jean Serge), première à Chambéry puis tournée dans le sud-est de la France
- 1956 : Polyeucte de Corneille, Festival Corneille, Barentin
- 1957 : Le Grand Couteau de Clifford Odets, adaptation de Jean Renoir, Théâtre des Bouffes-Parisiens
- 1957 : Montemor ou la Couronne et le sang de Geneviève Baïlac, Studio des Champs-Élysées
- 1957 : Le Cid de Pierre Corneille
- 1958 : La Mort de Pompée de Corneille, Festival Corneille, Barentin
- 1959 : Horace de Corneille, Festival Corneille, Barentin
- 1960 : Ariane de Thomas Corneille, Festival Corneille, Barentin
- 1960 : Attila de Corneille, Barentin
- 1961 : Le Comte d'Essex de Thomas Corneille
- 1961 : Suréna de Corneille
- 1962 : Sertorius de Corneille, Festival de Barentin
- 1963 : La Toison d'or de Corneille
- 1964 : Théodore, vierge et martyre de Corneille
- 1964 : La Tragédie de la vengeance d'après Cyril Tourneur, mise en scène Francis Morane et Jean Serge, Théâtre Sarah-Bernhardt
- 1965 : Cinna de Corneille
- 1966 : Camma, reine de Galatie de Thomas Corneille
- 1967 : Pertharite, roi des Lombards de Corneille
- 1968 : La Mort d'Annibal de Thomas Corneille
- 1968 : Héraclius de Corneille
- 1969 : Sophonisbe de Corneille
- 1970 : Le Baron d'Albikrac de Thomas Corneille
- 1971 : Don Sanche d'Aragon de Corneille
- 1972 : Brutus de Catherine Bernard
- 1972 : Le Cid de Corneille
- 1973 : Phèdre de Racine
- 1974 : Othon de Corneille
- 1975 : La Place Royale de Corneille
- 1976 : Mélite de Corneille, Théâtre de Rouen
- 1977 : Polyeucte de Corneille, Théâtre de Rouen

### Dramaturge
- 1968 : La Moitié du plaisir de Steve Passeur, Jean Serge et Robert Chazal, mise en scène Robert Hossein, Théâtre Antoine
- 1994 : La Nuit du crime de Jean Serge, Robert Chazal et Robert Hossein d'après Steve Passeur, mise en scène Robert Hossein, Théâtre de Paris

## Livres
- Elena et les Hommes, récit inspiré du film de Jean Renoir, Paris, Gallimard, 1956
- Le temps n'est plus de la bohème, avec Jean-François Colosimo, Paris, Stock, 1992  (ISBN 2234023815)